# Jerome Cooper
Jerome Cooper (14. prosince 1946 – 6. května 2015) byl americký perkusionista. Narodil se v Chicagu, kde studoval na Loop College. Koncem šedesátých let odjel do Evropy, kde pracoval s různými freejazzovými hudebníky. V roce 1971, již po návratu do USA, založil spolu s Leroyem Jenkinsem a Sironem kapelu Revolutionary Ensemble. Trio svou činnost ukončilo v roce 1977 a zanedlouho se Cooper začal věnovat vydávání vlastních alb. Během své kariéry spolupracoval s mnoha dalšími hudebníky, mezi které patří například Cecil Taylor, Rahsaan Roland Kirk, Anthony Braxton a Lester Bowie. Zemřel v roce 2015 ve věku 68 let na mnohočetný myelom.